# Чешская Швейцария
Чешская Швейцария (чеш. České Švýcarsko, нем. Böhmische Schweiz) — чешская часть Эльбских Песчаниковых гор, которые называются в германской части Саксонской Швейцарией.
Этот район Северной Чехии находится на верхнем течении реки Эльба недалеко от Дечина.
Образование Чешской Швейцарии произошло несколько тысячелетий назад, когда вулканическая порода достигла земной поверхности, здесь сформировались расщелины, каньоны и другие скальные образования.
Самая высокая гора Чешской Швейцарии — Дечинский Снежник (723 м).
Район вдоль правого берега реки Эльба 1 января 2000 года провозглашён национальным парком «Чешская Швейцария». Он примыкает с национальному парку «Саксонская Швейцария» Германии. В парке большое разнообразие папоротников.